# Капија Македонија
Капија Македонија се налази у Скопљу и рад је ауторке Валентине Стевановске, капија је висока 21 метар са рељефним историјским мотивима, до врха воде два лифта и два степеништа. Спољна страна украшена је рељефним мотивима посвећеним: Јустинијану византијском цару, Самуилу цару, Марку Краљевићу, Карпошу, Илинданском устанку, Антифашистичком покрету, егзодусу Македонаца из Егејске Македоније у Грчкој 1948. године и проглашење независности 1991. године. Изградња ове знаменитости је коштала 4,4 милиона евра.